# Campeonato Mundial de Piragüismo en Aguas Tranquilas de 2026
El LI Campeonato Mundial de Piragüismo en Aguas Tranquilas se celebrará en Poznań (Polonia) en el año 2026 bajo la organización de la Federación Internacional de Piragüismo (ICF) y la Federación Polaca de Piragüismo.
Las competiciones se realizarán en el canal de piragüismo del lago Malta.